# 3e étape du Tour de France 2015
Pour un article plus général, voir Tour de France 2015.
La 3e étape du Tour de France 2015 se déroule le lundi 6 juillet 2015 entre Anvers et Huy en Belgique sur une distance de 159,5 kilomètres. Elle est remportée au sommet du mur de Huy par Joaquim Rodríguez devant Christopher Froome qui s'empare du maillot jaune pour 1 seconde devant Tony Martin.

## Parcours
L'étape à travers les côtes mosanes se déroule entièrement en Belgique. Le départ est donné au port d'Anvers. Cette commune a déjà été la ville d'arrivée de la première étape du Tour de France 1954. Le peloton se dirige ensuite vers le Brabant flamand puis le Brabant wallon. Au quarantième kilomètre, le Tour traverse la section de commune de Meensel-Kiezegem, ville native d'Eddy Merckx, quintuple vainqueur de la Grande Boucle. La suite du parcours se partage alors entre les provinces de Liège et de Namur. L'étape d'abord plate devient vallonnée dans les 60 derniers kilomètres, abordant en fin de parcours les côtes de quatrième catégorie de Bohissau, d’Ereffe et de Cherave connues pour être empruntées lors de la Flèche wallonne. L’arrivée a lieu dans le mur de Huy, final de la Flèche wallonne depuis 1984, avec une pente moyenne de 9 % et un passage à 19 % de dénivelé.

## Déroulement de la course
Au départ de la course, le Français Bryan Nauleau (Europcar) lance la première attaque, entraînant avec lui Serge Pauwels (MTN-Qhubeka), Jan Barta (Bora-Argon 18) et Martin Elmiger (IAM). Les quatre échappés comptent jusqu'à 3 minutes 30 d'avance avant de se faire rattraper par le peloton.
À l'approche de la côte de Bohissau, dans la descente vers Andenne, une chute de William Bonnet entraîne avec lui une vingtaine de coureurs dont le maillot jaune Fabian Cancellara et le meilleur jeune Tom Dumoulin. La vitesse due à la descente et la collision de certains coureurs avec un pylône au bord de route ont sérieusement blessé les victimes de cette chute. Le directeur de course Christian Prudhomme neutralise la compétition durant quelques minutes avant de la faire reprendre puis de re-neutraliser et enfin d'arrêter la course à 16h05 au pied de la côte afin de permettre aux coureurs blessés de rejoindre le peloton et d'évaluer les blessures. L'abandon de Tom Dumoulin, Simon Gerrans, Dmitry Kozontchuk et de William Bonnet est confirmé, ces coureurs étant conduits à l'hôpital. Les régulateurs de l'UCI ont redonné un départ fictif 10 minutes après l'arrêt de la course avant un départ réel en haut de la côte. La côte de Bohissau, première difficulté du tour 2015, n'est pas prise en compte dans la comptabilisation des points pour le meilleur grimpeur.
Cette neutralisation exceptionnelle est justifiée par Prudhomme en raison de l'absence de médecin libre après la série de chutes, compromettant la santé du peloton restant en cas de nouvel accident, surtout que la bagarre entre les leaders pour la victoire n'avait pas encore commencé.
A l'approche des difficultés du jour, l'équipe Tinkoff-Saxo d'Alberto Contador met la pression sur le peloton et aucune tentative individuelle ne parvient à ses fins. C'est donc au mur de Huy que Chris Froome lance une attaque à 500 m de l'arrivée, suivi et rapidement devancé par Joaquim Rodriguez, déjà vainqueur de la Flèche wallonne de 2012, qui lance son effort et l'emporte devant Christopher Froome (même temps).
Froome revêt le maillot jaune, Peter Sagan le maillot blanc du meilleur jeune et Joaquim Rodríguez endosse le premier maillot à pois de la montagne. André Greipel, vainqueur du sprint intermédiaire, conserve son maillot vert et l'équipe BMC Racing reste en tête du classement par équipe. En plus de l'abandon sur blessure des quatre coureurs lors de la chute à 60 km de l'arrivée, l'ancien porteur du maillot jaune Fabian Cancellara annonce également son abandon à l'issue de l'étape.

## Résultats

### Classement de l'étape
| Classement de la 3e étape | Classement de la 3e étape | Classement de la 3e étape | Classement de la 3e étape | Classement de la 3e étape |
|                           | Coureur                   | Pays                      | Équipe                    | Temps                     |
| ------------------------- | ------------------------- | ------------------------- | ------------------------- | ------------------------- |
| 1er                       | Joaquim Rodriguez         | Espagne                   | Katusha                   | en 3 h 26 min 54 s        |
| 2e                        | Christopher Froome        | Royaume-Uni               | Sky                       | m.t.                      |
| 3e                        | Alexis Vuillermoz         | France                    | AG2R La Mondiale          | + 4 s                     |
| 4e                        | Daniel Martin             | Irlande                   | Cannondale-Garmin         | + 5 s                     |
| 5e                        | Tony Gallopin             | France                    | Lotto-Soudal              | + 8 s                     |
| 6e                        | Tejay van Garderen        | États-Unis                | BMC Racing                | + 11 s                    |
| 7e                        | Vincenzo Nibali           | Italie                    | Astana                    | m.t.                      |
| 8e                        | Simon Yates               | Australie                 | Orica-GreenEDGE           | m.t.                      |
| 9e                        | Nairo Quintana            | Colombie                  | Movistar                  | m.t.                      |
| 10e                       | Bauke Mollema             | Pays-Bas                  | Trek Factory Racing       | m.t.                      |
| modifier                  |                           |                           |                           |                           |

### Points attribués
| Sprint intermédiaire Havelange (km 128) | Sprint intermédiaire Havelange (km 128) | Sprint intermédiaire Havelange (km 128) | Sprint intermédiaire Havelange (km 128) | Sprint intermédiaire Havelange (km 128) |
| --------------------------------------- | --------------------------------------- | --------------------------------------- | --------------------------------------- | --------------------------------------- |
|                                         | Coureur                                 | Pays                                    | Équipe                                  | Point(s)                                |
| 1er                                     | André Greipel                           | Allemagne                               | Lotto-Soudal                            | 20                                      |
| 2e                                      | John Degenkolb                          | Allemagne                               | Giant-Alpecin                           | 17                                      |
| 3e                                      | Nacer Bouhanni                          | France                                  | Cofidis                                 | 15                                      |
| 4e                                      | Bryan Coquard                           | France                                  | Europcar                                | 13                                      |
| 5e                                      | Mark Cavendish                          | Royaume-Uni                             | Etixx-Quick Step                        | 11                                      |
| 6e                                      | Geoffrey Soupe                          | France                                  | Cofidis                                 | 10                                      |
| 7e                                      | Peter Sagan                             | Slovaquie                               | Tinkoff-Saxo                            | 9                                       |
| 8e                                      | Roy Curvers                             | Pays-Bas                                | Giant-Alpecin                           | 8                                       |
| 9e                                      | Roman Kreuziger                         | Tchéquie                                | Tinkoff-Saxo                            | 7                                       |
| 10e                                     | Warren Barguil                          | France                                  | Giant-Alpecin                           | 6                                       |
| 11e                                     | Kristijan Koren                         | Slovénie                                | Cannondale-Garmin                       | 5                                       |
| 12e                                     | Nicolas Roche                           | Irlande                                 | Sky                                     | 4                                       |
| 13e                                     | Christopher Froome                      | Royaume-Uni                             | Sky                                     | 3                                       |
| 14e                                     | Matteo Trentin                          | Italie                                  | Etixx-Quick Step                        | 2                                       |
| 15e                                     | Jack Bauer                              | Nouvelle-Zélande                        | Cannondale-Garmin                       | 1                                       |
| modifier                                |                                         |                                         |                                         |                                         |

| Arrivée d'étape Huy (km 159,5) | Arrivée d'étape Huy (km 159,5) | Arrivée d'étape Huy (km 159,5) | Arrivée d'étape Huy (km 159,5) | Arrivée d'étape Huy (km 159,5) |
| ------------------------------ | ------------------------------ | ------------------------------ | ------------------------------ | ------------------------------ |
|                                | Coureur                        | Pays                           | Équipe                         | Point(s)                       |
| 1er                            | Joaquim Rodríguez              | Espagne                        | Katusha                        | 30                             |
| 2e                             | Christopher Froome             | Royaume-Uni                    | Sky                            | 25                             |
| 3e                             | Alexis Vuillermoz              | France                         | AG2R La Mondiale               | 22                             |
| 4e                             | Daniel Martin                  | Irlande                        | Cannondale-Garmin              | 19                             |
| 5e                             | Tony Gallopin                  | France                         | Lotto-Soudal                   | 17                             |
| 6e                             | Tejay van Garderen             | États-Unis                     | BMC Racing                     | 15                             |
| 7e                             | Vincenzo Nibali                | Italie                         | Astana                         | 13                             |
| 8e                             | Simon Yates                    | Royaume-Uni                    | Orica-GreenEDGE                | 11                             |
| 9e                             | Nairo Quintana                 | Colombie                       | Movistar                       | 9                              |
| 10e                            | Bauke Mollema                  | Pays-Bas                       | Trek Factory Racing            | 7                              |
| 11e                            | Alejandro Valverde             | Espagne                        | Movistar                       | 6                              |
| 12e                            | Alberto Contador               | Espagne                        | Tinkoff-Saxo                   | 5                              |
| 13e                            | Julián Arredondo               | Colombie                       | Trek Factory Racing            | 4                              |
| 14e                            | Robert Gesink                  | Pays-Bas                       | Lotto NL-Jumbo                 | 3                              |
| 15e                            | Greg Van Avermaet              | Belgique                       | BMC Racing                     | 2                              |
| modifier                       |                                |                                |                                |                                |

| - Bonifications à l'arrivée \| \| Coureur \| Pays \| Équipe \| Secondes \| \| - \| ------------------ \| ----------- \| ---------------- \| -------- \| \| 1 \| Joaquim Rodríguez \| Espagne \| Katusha \| 10 s \| \| 2 \| Christopher Froome \| Royaume-Uni \| Sky \| 6 s \| \| 3 \| Alexis Vuillermoz \| France \| AG2R La Mondiale \| 4 s \| |                    |             |                  |          |
| | Coureur            | Pays        | Équipe           | Secondes |
| 1 | Joaquim Rodríguez  | Espagne     | Katusha          | 10 s     |
| 2 | Christopher Froome | Royaume-Uni | Sky              | 6 s      |
| 3 | Alexis Vuillermoz  | France      | AG2R La Mondiale | 4 s      |

### Cols et côtes
| Côte de Bohissau (km 109) 4e catégorie | Côte de Bohissau (km 109) 4e catégorie | Côte de Bohissau (km 109) 4e catégorie | Côte de Bohissau (km 109) 4e catégorie | Côte de Bohissau (km 109) 4e catégorie |
| -------------------------------------- | -------------------------------------- | -------------------------------------- | -------------------------------------- | -------------------------------------- |
|                                        | Coureur                                | Pays                                   | Équipe                                 | Point(s)                               |
| 1er                                    | Course neutralisée                     |                                        |                                        |                                        |
| modifier                               |                                        |                                        |                                        |                                        |

| Côte d'Ereffe (km 143) 4e catégorie | Côte d'Ereffe (km 143) 4e catégorie | Côte d'Ereffe (km 143) 4e catégorie | Côte d'Ereffe (km 143) 4e catégorie | Côte d'Ereffe (km 143) 4e catégorie |
| ----------------------------------- | ----------------------------------- | ----------------------------------- | ----------------------------------- | ----------------------------------- |
|                                     | Coureur                             | Pays                                | Équipe                              | Point(s)                            |
| 1er                                 | Michael Schär                       | Suisse                              | BMC Racing                          | 1                                   |
| modifier                            |                                     |                                     |                                     |                                     |

| Côte de Cherave (km 154) 4e catégorie | Côte de Cherave (km 154) 4e catégorie | Côte de Cherave (km 154) 4e catégorie | Côte de Cherave (km 154) 4e catégorie | Côte de Cherave (km 154) 4e catégorie |
| ------------------------------------- | ------------------------------------- | ------------------------------------- | ------------------------------------- | ------------------------------------- |
|                                       | Coureur                               | Pays                                  | Équipe                                | Point(s)                              |
| 1er                                   | Rafał Majka                           | Pologne                               | Tinkoff-Saxo                          | 1                                     |
| modifier                              |                                       |                                       |                                       |                                       |

| Mur de Huy (km 159,5) Arrivée d'étape - 3e catégorie | Mur de Huy (km 159,5) Arrivée d'étape - 3e catégorie | Mur de Huy (km 159,5) Arrivée d'étape - 3e catégorie | Mur de Huy (km 159,5) Arrivée d'étape - 3e catégorie | Mur de Huy (km 159,5) Arrivée d'étape - 3e catégorie |
| ---------------------------------------------------- | ---------------------------------------------------- | ---------------------------------------------------- | ---------------------------------------------------- | ---------------------------------------------------- |
|                                                      | Coureur                                              | Pays                                                 | Équipe                                               | Point(s)                                             |
| 1er                                                  | Joaquim Rodríguez                                    | Espagne                                              | Katusha                                              | 2                                                    |
| 2e                                                   | Christopher Froome                                   | Royaume-Uni                                          | Sky                                                  | 1                                                    |
| modifier                                             |                                                      |                                                      |                                                      |                                                      |

## Classements à l'issue de l'étape

### Classement général
| Classement général | Classement général | Classement général | Classement général | Classement général |
|                    | Coureur            | Pays               | Équipe             | Temps              |
| ------------------ | ------------------ | ------------------ | ------------------ | ------------------ |
| 1er                | Christopher Froome | Royaume-Uni        | Sky                | en 7 h 11 min 37 s |
| 2e                 | Tony Martin        | Allemagne          | Etixx-Quick Step   | + 1 s              |
| 3e                 | Tejay van Garderen | États-Unis         | BMC Racing         | + 13 s             |
| 4e                 | Tony Gallopin      | France             | Lotto-Soudal       | + 26 s             |
| 5e                 | Greg Van Avermaet  | Belgique           | BMC Racing         | + 28 s             |
| 6e                 | Peter Sagan        | Slovaquie          | Tinkoff-Saxo       | + 31 s             |
| 7e                 | Rigoberto Urán     | Colombie           | Etixx-Quick Step   | + 34 s             |
| 8e                 | Alberto Contador   | Espagne            | Tinkoff-Saxo       | + 36 s             |
| 9e                 | Geraint Thomas     | Royaume-Uni        | Sky                | + 1 min 3 s        |
| 10e                | Zdeněk Štybar      | République tchèque | Etixx-Quick Step   | + 1 min 4 s        |
| modifier           |                    |                    |                    |                    |

### Classement par points
| Classement par points | Classement par points | Classement par points | Classement par points | Classement par points |
| --------------------- | --------------------- | --------------------- | --------------------- | --------------------- |
|                       | Coureur               | Pays                  | Équipe                | Point(s)              |
| 1er                   | André Greipel         | Allemagne             | Lotto-Soudal          | 75 points             |
| 2e                    | Peter Sagan           | Slovaquie             | Tinkoff-Saxo          | 48 pts                |
| 3e                    | Christopher Froome    | Royaume-Uni           | Sky                   | 40 pts                |
| 4e                    | Mark Cavendish        | Royaume-Uni           | Etixx-Quick Step      | 37 pts                |
| 5e                    | Fabian Cancellara     | Suisse                | Trek Factory Racing   | 35 pts                |
| 6e                    | Joaquim Rodríguez     | Espagne               | Katusha               | 30 pts                |
| 7e                    | John Degenkolb        | Allemagne             | Giant-Alpecin         | 28 pts                |
| 8e                    | Tony Martin           | Allemagne             | Etixx-Quick Step      | 25 pts                |
| 9e                    | Alexis Vuillermoz     | France                | AG2R La Mondiale      | 22 pts                |
| 10e                   | Nacer Bouhanni        | France                | Cofidis               | 22 pts                |
| modifier              |                       |                       |                       |                       |

### Classement du meilleur grimpeur
| Classement du meilleur grimpeur | Classement du meilleur grimpeur | Classement du meilleur grimpeur | Classement du meilleur grimpeur | Classement du meilleur grimpeur |
| ------------------------------- | ------------------------------- | ------------------------------- | ------------------------------- | ------------------------------- |
|                                 | Coureur                         | Pays                            | Équipe                          | Point(s)                        |
| 1er                             | Joaquim Rodríguez               | Espagne                         | Katusha                         | 2 points                        |
| 2e                              | Rafał Majka                     | Pologne                         | Tinkoff-Saxo                    | 1 pt                            |
| 3e                              | Michael Schär                   | Suisse                          | BMC Racing                      | 1 pt                            |
| 4e                              | Christopher Froome              | Royaume-Uni                     | Sky                             | 1 pt                            |
| modifier                        |                                 |                                 |                                 |                                 |

### Classement du meilleur jeune
| Classement général du meilleur jeune | Classement général du meilleur jeune | Classement général du meilleur jeune | Classement général du meilleur jeune | Classement général du meilleur jeune |
|                                      | Coureur                              | Pays                                 | Équipe                               | Temps                                |
| ------------------------------------ | ------------------------------------ | ------------------------------------ | ------------------------------------ | ------------------------------------ |
| 1er                                  | Peter Sagan                          | Slovaquie                            | Tinkoff-Saxo                         | en 7 h 12 min 8 s                    |
| 2e                                   | Warren Barguil                       | France                               | Giant-Alpecin                        | + 36 s                               |
| 3e                                   | Nairo Quintana                       | Colombie                             | Movistar                             | + 1 min 25 s                         |
| 4e                                   | Michał Kwiatkowski                   | Pologne                              | Etixx-Quick Step                     | + 1 min 31 s                         |
| 5e                                   | Romain Bardet                        | France                               | AG2R La Mondiale                     | + 2 min 23 s                         |
| modifier                             |                                      |                                      |                                      |                                      |

### Classement par équipes
| Classement par équipes | Classement par équipes | Classement par équipes | Classement par équipes |
|                        | Équipe                 | Pays                   | Temps                  |
| ---------------------- | ---------------------- | ---------------------- | ---------------------- |
| 1re                    | BMC Racing             | États-Unis             | en 21 h 35 min 52 s    |
| 2e                     | Etixx-Quick Step       | Belgique               | + 27 s                 |
| 3e                     | Sky                    | Royaume-Uni            | + 1 min 43 s           |
| 4e                     | Tinkoff-Saxo           | Russie                 | + 1 min 44 s           |
| 5e                     | Movistar               | Espagne                | + 4 min 34 s           |
| modifier               |                        |                        |                        |

## Abandons
- William Bonnet (FDJ) : abandon[5]
- Simon Gerrans (Orica-GreenEDGE) : abandon[5]
- Tom Dumoulin (Giant-Alpecin) : abandon[5]
- Dmitry Kozontchuk (Katusha) : abandon[5]